# El Valle (Soria)
El Valle es una comarca natural, resguardada por las sierras de Cebollera, Tabanera y Carcaña, y situada en el Norte de la provincia de Soria, Castilla y León (España), formada por los siguientes municipios: Rebollar, Rollamienta, Sotillo del Rincón, que incluye los núcleos de Molinos de Razón y Aldehuela del Rincón, Valdeavellano de Tera y Villar del Ala.  La cabeza de comarca es Valdeavellano de Tera.
Por el territorio discurre el río Razón.
Limita al norte con la Tierra de Cameros, al sur con la comarca de Soria y el Campo de Gómara, al este con Tierras Altas y al oeste con la comarca de Pinares.
Es conocida popularmente como la Pequeña Suiza Soriana, por su verdor. De ella es originaria la mantequilla con denominación de origen: "Mantequilla de Soria".

## Historia

### Euskera y vascones
Según estudios epigráficos recientes, la presencia del euskera y por consiguiente de vascones en el norte de la provincia de Soria es anterior a que se impusiese una lengua céltica y después latina en la zona, y también anterior a todos los hallazgos epigráficos encontrados hasta el presente en euskera en La Rioja, el País Vasco o Navarra.

### Reino de Pamplona y Reino de Navarra
Según el documento n.º 166 del cartulario de San Millán de la Cogolla, en 1016, se estableció un acuerdo entre el Rey de Pamplona, Sancho III el Mayor, y el conde de Castilla, Sancho García, en el que se establecía la frontera sur del Reino de Pamplona con Castilla en Garray (situado al norte de Soria capital), quedando dentro del Reino de Pamplona la zona norte de la provincia de Soria. Esa inclusión en el Reino de Pamplona fue importante para el aumento del número de vascos en la comarca de El Valle y La Vega Cintora.

### Estudio genético: ADN propio de los vascos
Un estudio genético elaborado en 2017 por los departamentos de Genética Humana y de Estadística de la Universidad de Oxford (Reino Unido), la Fundación Pública Gallega de Medicina Genómica de Santiago de Compostela y el Grupo de Medicina Genómica de la Universidad compostelana, determinó que los sorianos de la zona norte de la provincia, en la que se incluyen las comarcas de las Tierras Altas, Almarza, El Valle y La Vega Cintora y Pinares, son de ADN vasco.

## Demografía
Esta comarca, al igual que el conjunto de la provincia de Soria, tiene un problema demográfico grave, puesto que tiene una de las tasas de densidad de población más bajas de Europa, en este caso 4.11 hab/km², mientras que la media española está en 83,6 hab/km². 
Esta situación comienza con el éxodo rural de los años 50-60 del pasado siglo XX en esta comarca, que durará hasta los años 80, perdiendo durante este periodo 3/5 partes de su población. Durante esos 40 años la comarca pasa de tener 5105 habitantes, a tan solo 1815.
A partir de los años 80, se ha conseguido mantener, aunque con una tendencia negativa, el descenso poblacional, variando en apenas 100 habitantes el censo. El problema de dicha comarca sigue siendo aun así el envejecimiento de la población y la falta de relevo generacional.

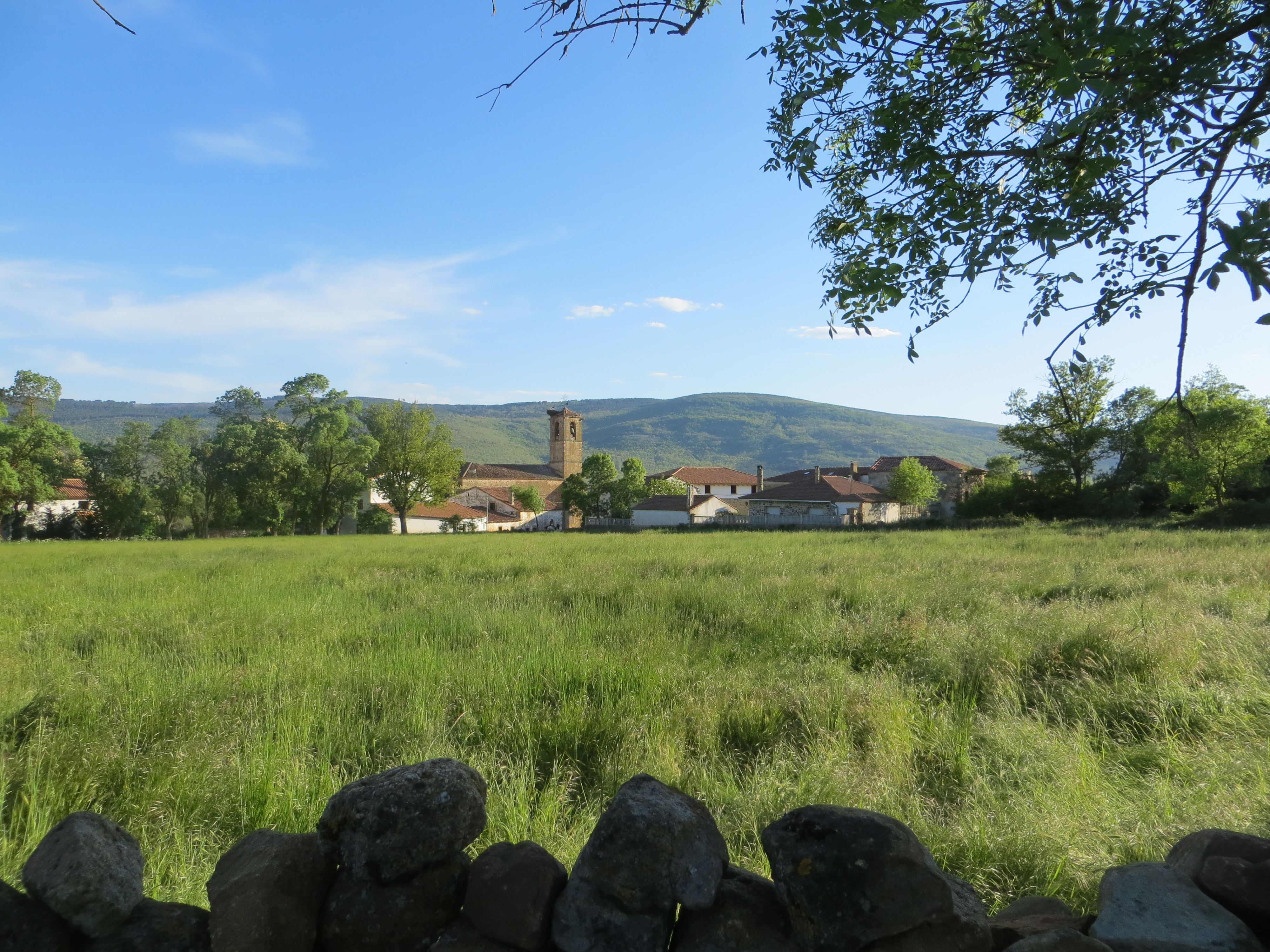
Valdeavellano de Tera, desde las afueras del pueblo.

| Municipio             | Población | Superficie | Pedanías                                |
| --------------------- | --------- | ---------- | --------------------------------------- |
| Rebollar              | 44        | 10,38      |                                         |
| Rollamienta           | 42        | 18,62      |                                         |
| Sotillo del Rincón    | 220       | 60,54      | Aldehuela del Rincón y Molinos de Razón |
| Valdeavellano de Tera | 220       | 19,46      |                                         |
| Villar del Ala        | 58        | 11,7       |                                         |

| Gráfica de evolución demográfica de El Valle (Soria) entre 1996 y 2011 |
|                                                                        |
| Población de derecho según los censos de población del INE.            |

| Gráfica de evolución demográfica de El Valle (Soria) entre 1900 y 2017                                                                                  |
| |
| Población de hecho (1900-1991) o población residente (2001) según los censos de población del INE. Población según el padrón municipal de 2017 del INE. |